# Wayland (Nueva York)
Wayland es un pueblo ubicado en el condado de Steuben en el estado estadounidense de Nueva York. En el año 2000 tenía una población de 4,314 habitantes y una densidad poblacional de 43 personas por km².

## Geografía
Wayland se encuentra ubicado en las coordenadas 42°34′5″N 77°35′31″O / 42.56806, -77.59194.

## Demografía
Según la Oficina del Censo en 2000 los ingresos medios por hogar en la localidad eran de $42,575, y los ingresos medios por familia eran $46,806. Los hombres tenían unos ingresos medios de $33,623 frente a los $22,439 para las mujeres. La renta per cápita para la localidad era de $18,038. Alrededor del 11% de la población estaban por debajo del umbral de pobreza.